# Серная лампа

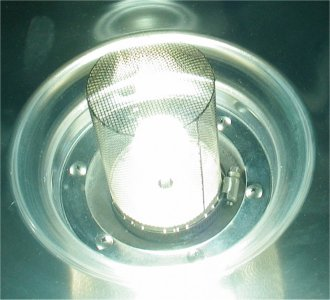
Серная лампа

Се́рная ла́мпа — газосветный высокоэффективный источник излучения со спектром близким к спектру излучения Солнца.
Излучение с широким спектром образует электрический высокочастотный разряд в ионизированных парах серы.

## Принцип действия
Микроволновое излучение нагревает смесь паров серы и инертного газа, обычно аргона. Плазма из атомов и молекул серы излучает интенсивный свет со спектром, близким к спектру солнечного света, с малой долей излучения в инфракрасной и ультрафиолетовой частях спектра. Спектр излучения серной лампы является суммой атомарного и молекулярного спектров серы, отношение их интенсивностей зависит от мощности СВЧ-поля возбуждения электрического разряда в газе. Также в спектре присутствуют спектральные линии инертного газа небольшой интенсивности.
Лампа состоит из колбы, генератора электромагнитных колебаний (обычно используется магнетрон) и волновода для передачи СВЧ-энергии к электрическому разряду в лампе и формирующего в зоне разряда стационарную или динамически изменяемую область локализации СВЧ-поля. Для получения направленного излучения применяется какой-нибудь формирователь диаграммы направленности светового потока.
Цветовую температуру излучения можно изменять в некоторых пределах изменяя давление паров серы в колбе. Так, повышение давления с 4,4 до 12,1 бар повышает длину волны максимума излучения с 470 до 570 нм, что соответствует снижению цветовой температуры с 6100 до 5100 К, но при этом доля видимого излучения снижается более чем полтора раза, с 68 % до примерно 41 %.

## История
В 70-е годы XX столетия в США на фирме Fusion System Corp. (FSC) были созданы и использованы в технологическом процессе УФ-сушки излучатели на основе безэлектродных СВЧ-разрядных ламп, главным образом наполненные аргоном и парами ртути. Излучатели работали с СВЧ-возбуждением частотой 915 и 2450 МГц.
В начале 1990-х годов американские инженеры, экспериментируя с составами рабочего вещества-наполнителя лампы, обнаружили, что замена ртути в колбе безэлектродной лампы серой позволяет получить весьма интенсивное квазисолнечное излучение. Это послужило толчком для создания в 1992 году первых светильников на основе серных ламп с СВЧ-возбуждением на частоте 2450 МГц. В октябре 1994 года в Вашингтоне были продемонстрированы две мощные осветительные системы с использованием выигрышного сочетания света на серной лампе с СВЧ возбуждением и полого «призматического» световода.
В 2000—2005 годах в России были изготовлены несколько экспериментальных образцов прожекторов с СВЧ-возбуждением электрического разряда, подтвердившие ожидаемые высокие характеристики.
В 2006 году фирма LG Electronics начала производство светильников на основе серных ламп. Модели этих светильников получил название «плазменные осветительные системы» Plasma Lighting System (PLS).

## Технические характеристики
Основные технические характеристики некоторых коммерческих моделей серных ламп:
|                        | SOLAR 1000TM    | PSF1032A | PSF1831A |
| Мощность, Вт           | 1375            | 1000     | 1850     |
| Световой поток, клм    | 130             | 91       | 186      |
| Световая отдача, лм/Вт | 94,5            | 91       | 101      |
| Индекс цветопередачи   | 79              | 76       | 79       |
| Цветовая температура   | 5900            | 5500     | 5500     |
| Срок службы            | > 15 000 часов* | 100 000  | 100 000  |

Срок службы серной безэлектродной лампы определяется ресурсом электронных устройств (преобразователя переменного тока сети в постоянный и магнетрона) и электродвигателя вентилятора охлаждающей системы. Для первых коммерческих образцов он составлял примерно 10—15 тысяч часов. Ресурс же колбы лампы гораздо больше, так как пары серы практически не реагирует химически с кварцевым стеклом колбы даже при температуре 1000 °C. По некоторым оценкам срок службы колбы может достигать 60 тысяч часов, Фирма LG заявляет, что срок службы их плазменных прожекторов 100 тыс. часов.

## Серная лампа ифотосинтез
Серная лампа благодаря своему спектру оказалась прекрасным источником света для фотосинтеза растений и, соответственно, для использования в оранжерейном освещении. Компания Fusion Lighting по заказу NASA провела исследование для увеличения интенсивности излучения лампы в части спектра с длиной волны около 625 нм, где квантовая эффективность фотосинтеза близка к единице. Оказалось, что добавление в колбу бромида кальция создает пик излучения в спектре вблизи 625 нм. При этом наблюдается лишь небольшое снижение интенсивности излучения в области малых длин волн, доля же инфракрасного излучения остается практически неизменной.

## Преимущества
Практически основную номенклатуру составляют лампы с СВЧ-возбуждением порядка 800—1000 Вт, и световым потоком примерно до 130 кЛм. Эти системы относительно просты конструктивно, не требуют принудительного обдува колбы лампы, позволяют использовать обычные недорогие серийные магнетроны, применяемые в бытовых СВЧ-печах.
Основные достоинства СВЧ-световых приборов с безэлектродными лампами:
- Повышенная до 100 лм/Вт световая отдача[4] (световая отдача непосредственно колбы составляет 150 лм/Вт, но около трети мощности теряется в силовом трансформаторе источника питания, магнетроне, расходуется на работу вентиляторов и т. д.)[2].
- Сплошной квазисолнечный спектр оптического излучения с пониженным уровнем излучений в УФ и ИК[5][6] диапазонах и с максимумом интенсивности спектра совпадающим с максимумом кривой видности человеческого глаза, что обеспечивает естественную цветопередачу[5][4].
- Отсутствие мерцания источника света.
- Малогабаритность и равномерная яркость поверхности светящего тела, облегчающая построение оптимальных оптических систем.
- Высокая долговечность лампы (десятки тысяч часов).
- Экологическая чистота материалов наполнения лампы: сера и аргон экологически безопасны.
- Возможность регулировки силы света.
- Возможность ремонта путём замены модулей в блочных конструкциях крупных осветительных систем.

## Недостатки
- Сложность конструкции[4].
- Высокая стоимость модуля с лампой[4].
- Высокая температура колбы, что требует использования высококачественного кварцевого стекла и защиты поверхности колбы от пыли.
- Большой диаметр светящегося тела (25—30 мм), что усложняет фокусировку светового потока и использование в оптических системах.
- Инерционность (лампа достигает 80 % номинальной светимости через 20—25 с, а после выключения может быть заново включена только через 5—15 минут).
- Высокий уровень акустического шума от вентилятора из-за необходимости интенсивного обдува колбы.
- Трудность в подавлении паразитного микроволнового излучения.